# Gerhard von Ruppin
Gerhard von Ruppin, auch Gerardus de Ruppin, war Titularbischof von Laodicea in Syria und ist für 1426 als Weihbischof im Bistum Cammin genannt.
Er war Dominikaner. Ob sich der Namenszusatz „von Ruppin“ auf seine Zugehörigkeit zum Dominikanerkonvent in Neuruppin bezieht, ist nicht überliefert. 1409 erschien er als päpstlicher Gesandter in Stralsund, um dort im Rahmen der Auseinandersetzungen zwischen der Stadt und dem Schweriner Bischof Rudolf, die sich nach den Geschehnissen des Papenbrand thom Sunde (1407) entwickelt hatten, die Stadt vom bischöflichen Bann loszusprechen.
Er wurde im Jahre 1426 vom Papst zum Titularbischof von Laodicea in Syria ernannt und erschien im gleichen Jahr als Weihbischof im Bistum Cammin.